# Fayçal Chenoufi
Fayçal Chenoufi (en arabe : فيصل شنوفي) est un footballeur algérien né le 2 novembre 1976 à Alger. Il évoluait au poste d'attaquant.

## Biographie
Il évolue en première division algérienne avec les clubs du CR Belouizdad où il a été champion d'Algérie en 2001 et du MC Alger, puis il termine sa carrière dans des clubs de divisions inférieures. Il participe à la Ligue des champions de la CAF saison 2000-01 avec le CRB.

## Palmarès
CR Belouizdad
- Championnat d'Algérie (1) :
  - Champion : 2000-01.

- Coupe d'Algérie :
  - Finaliste : 2002-03.